# Claes Hake
Claes Anders Ragnar ("Claes") Hake (Mölndal, 7 februari 1945) is een Zweedse schilder en beeldhouwer.

## Leven en werk
Hake groeide op in Göteborg en studeerde daar aan de schilderopleiding van de Konstshögkolan Valand. Aanvankelijk was hij werkzaam als schilder, maar hij schakelde om naar beeldhouwkunst. Zijn materiaal was aanvankelijk kunststof, maar later werkte hij voornamelijk met natuursteen. Zijn voorkeur gaat uit naar graniet uit de steengroeves van Bohuslän in Zuid-Zweden. Het werk van Hake is te vinden in de openbare ruimte van steden in Zweden, Noorwegen, Denemarken, Duitsland en de Verenigde Staten, alsmede in Zweedse musea en beeldenparken.
Op 30 oktober 2008 werd een monument onthuld door koning Karel XVI Gustaaf van Zweden ter herdenking van de 63 dodelijke slachtoffers van de discotheekbrand van 30 oktober 1998 in Göteborg. Het monument is door Claes Hake gemaakt van gepoleist graniet, waarin de namen van alle slachtoffers zijn gebeiteld.
De kunstenaar woont en werkt in Göteborg.

## Werken (selectie)
- Samuraj (1990), Eriksberg in Göteborg
- Solringen (1993), Universiteitsbibliotheek in Göteborg en op de Springvandspladsen in Hjørring (Denemarken)
- Arch (1995), Umedalens skulpturpark in Umeå
- Dansen (1995), Annelundsparken in Borås
- Södra porten (1995), bij het Ullevi Stadion in Göteborg
- Torso, collectie Göteborgs Konstmuseum in Göteborg
- ARC (1995), Klippan Ankarsmedjan in Göteborg
- Björngrottan, beeldentuin van de Konsthallen Hilshult in Hishult
- Graue Bewegung (1996), Oberwesel Skulpturenweg in Oberwesel, Rijnland-Palts (Duitsland)
- Port (1998), beeldenpark Konst på Hög bij Kumla
- Vattentrappa (1998), winkelcentrum Strömpilen in Umeå
- Dephot (2004), Stockholm
- Spelet kan börja (2004), Universitetsparken Campus Valla in Linköping
- Pater Noster (2007)[1], Skulptur i Pilane in Tjörn
- Dogon en Upside Down (2008), Stadsparken in Borås
- Monument slachtoffers discobrand Göteborg 30 oktober 1998 (2008), Backaplan in Göteborg

## Fotogalerij

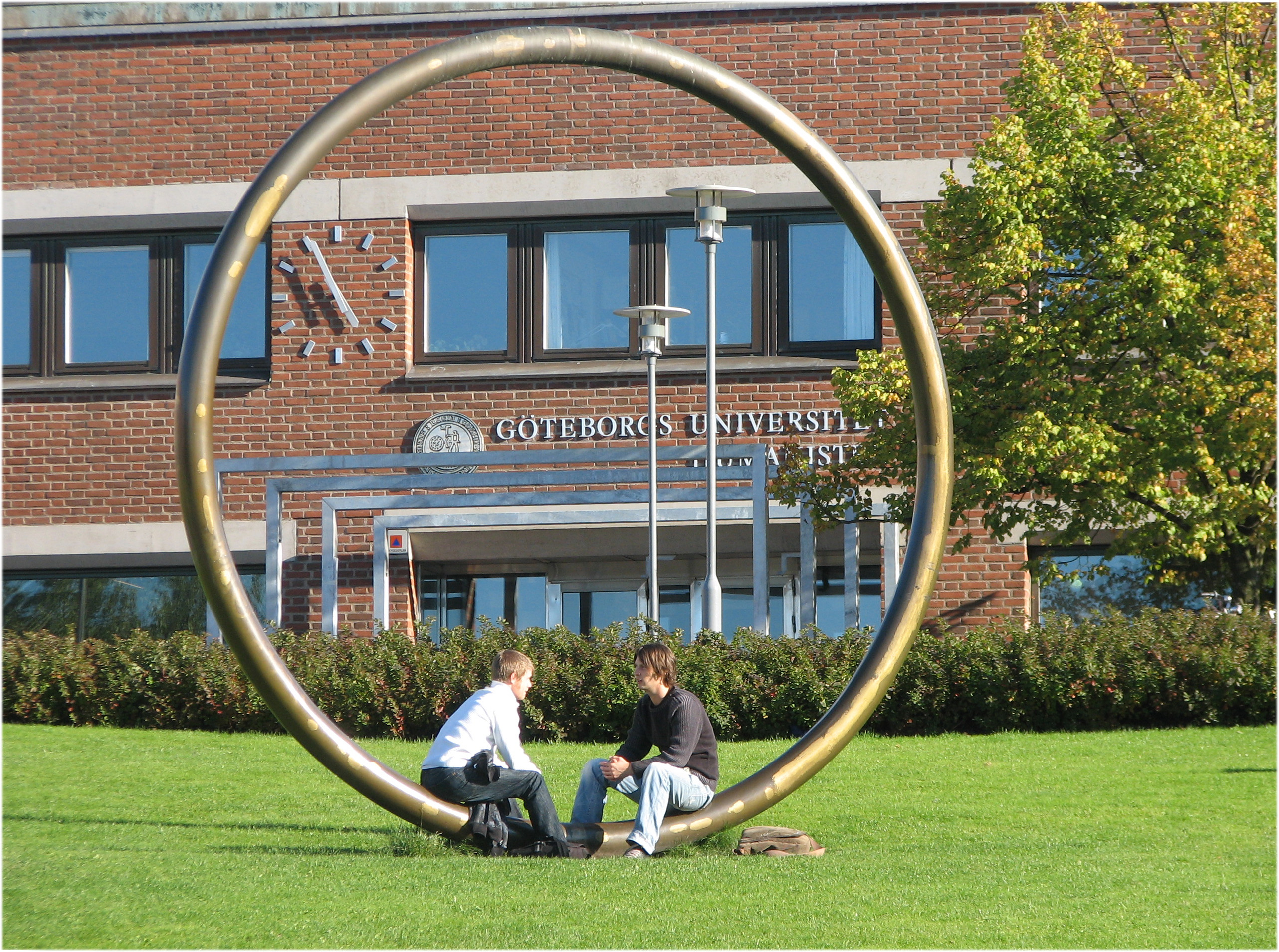
Solringen, Göteborgs universitetsbibliotek
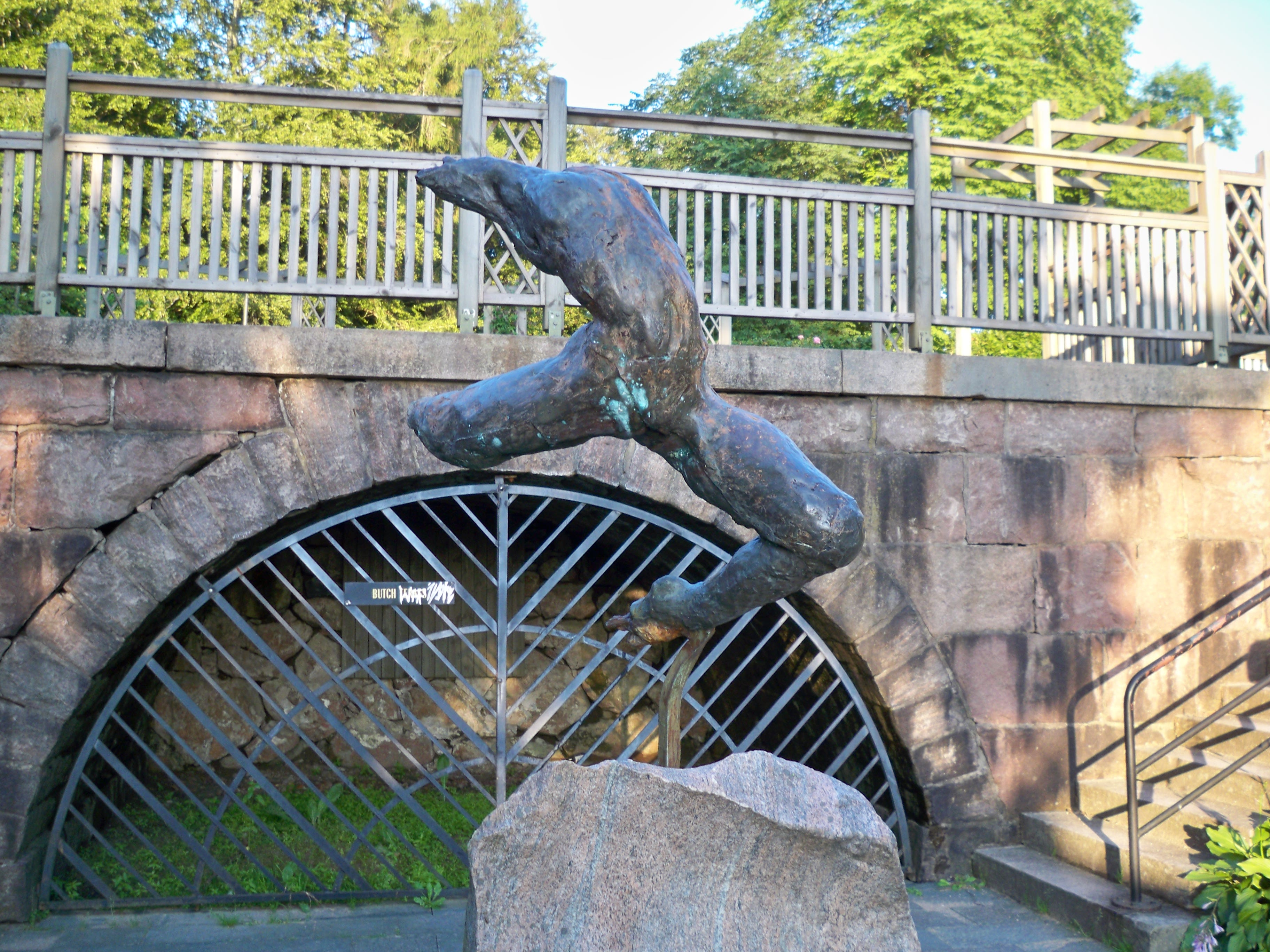
Dansen, Annelundsparken, Borås
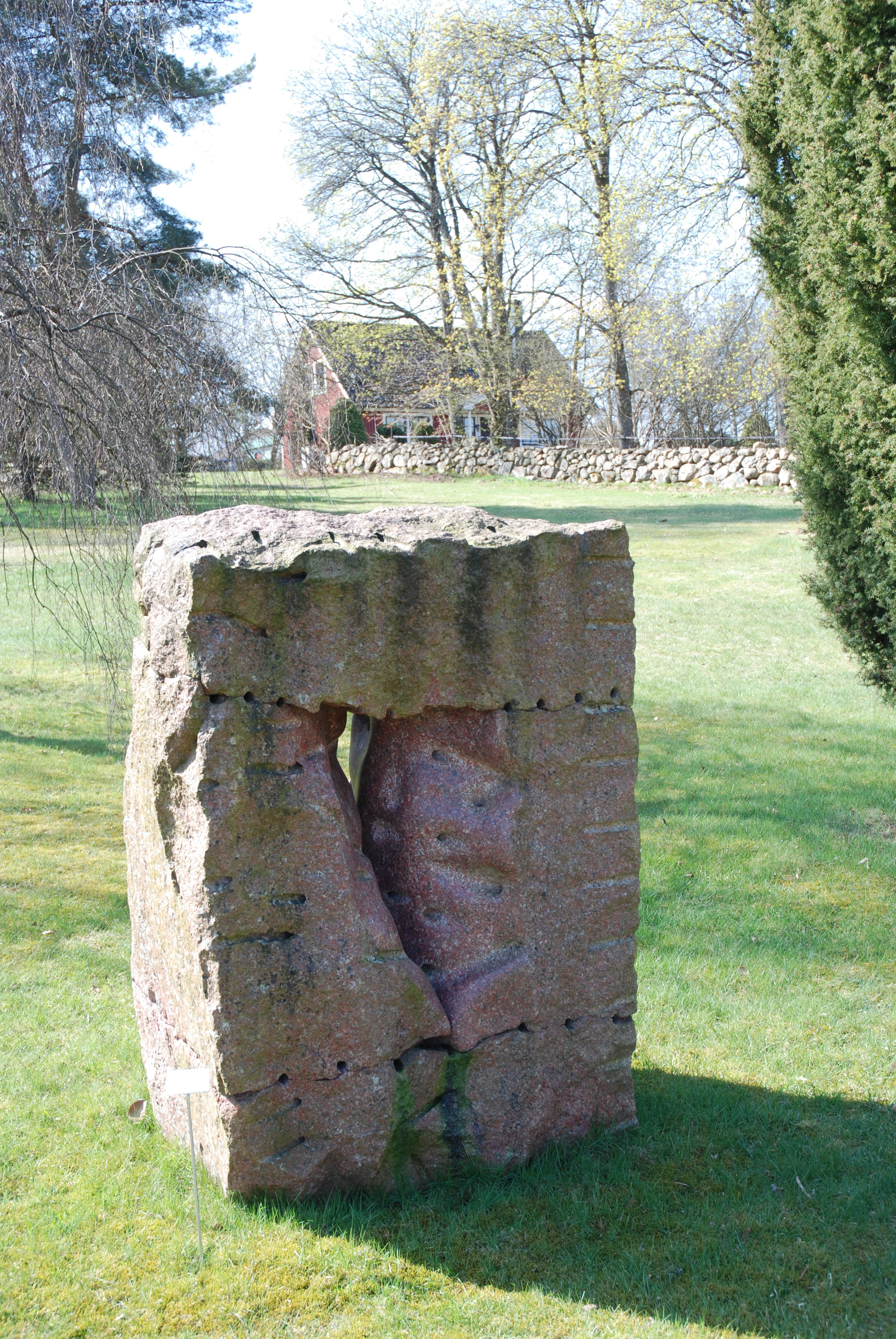
Björngrottan, Konsthallen Hishult
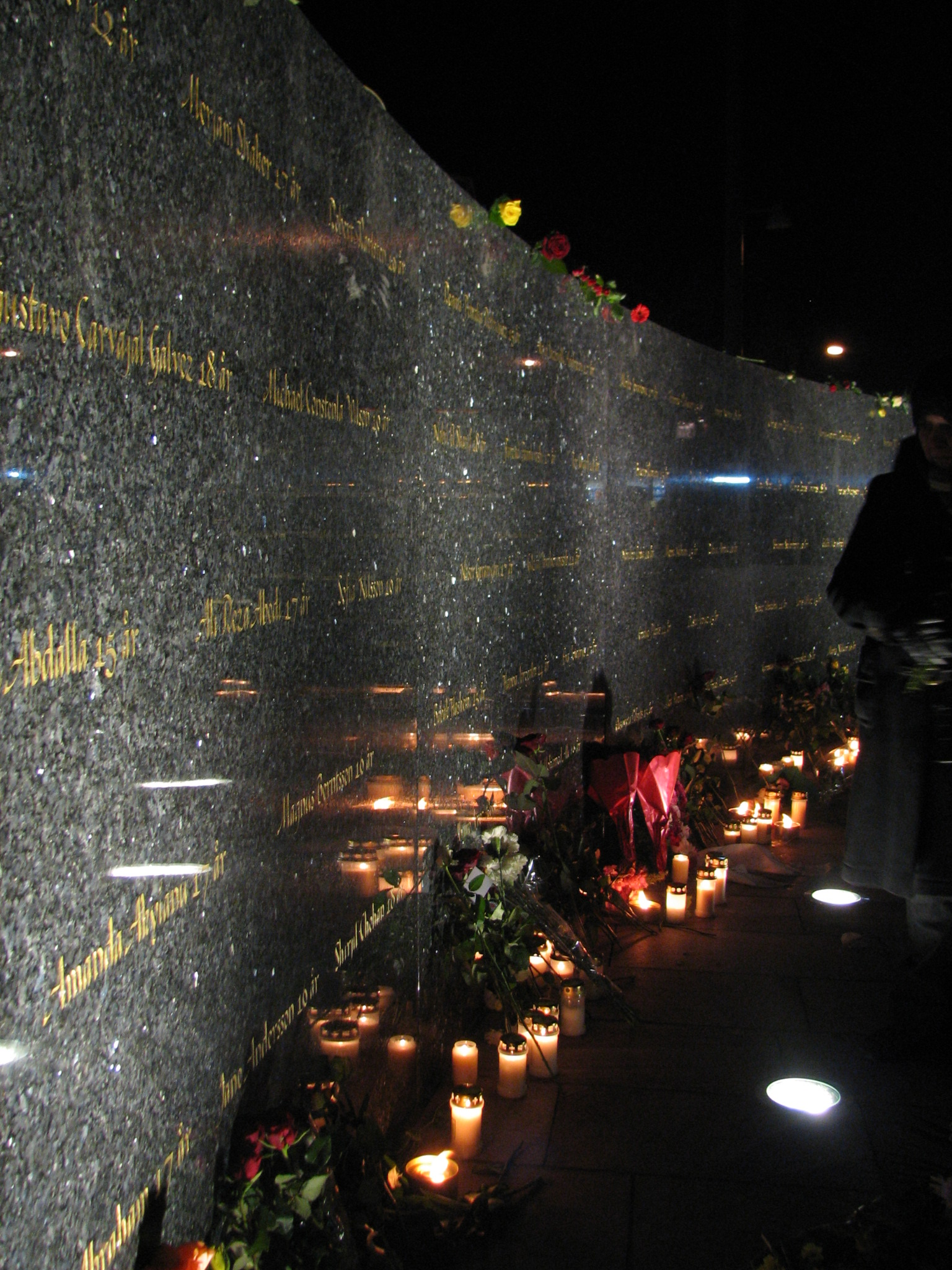
Monument slachtoffers discobrand Göteborg 30 oktober 1998
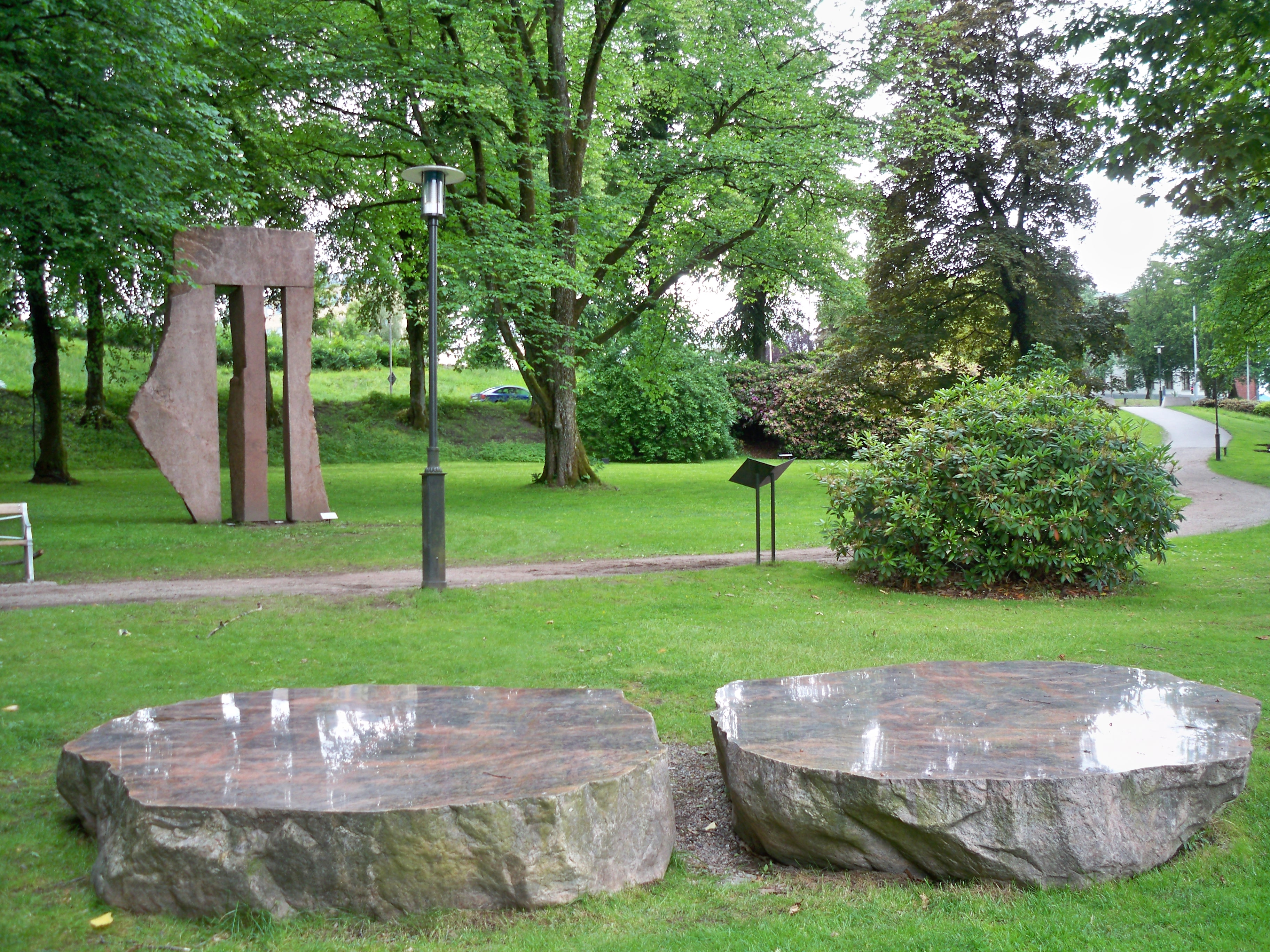
Dogon en Upside Down, Borås